# Orophea laotica
Orophea laotica är en kirimojaväxtart som beskrevs av Leonardía och Keßler. Orophea laotica ingår i släktet Orophea och familjen kirimojaväxter. Inga underarter finns listade i Catalogue of Life.